# L.G. Nilsson
Lars-Göran "L.G." Nilsson, född 5 maj 1946, är en svensk musikproducent. Förutom att ha arbetat som radioproducent på  Sveriges Radio 1971–1993 har han även arbetar som musikchef och programchef på Mix Megapol 1993–1997 och Rockklassiker. Han var även programchef och VD på Vinyl 107 1998–2005. L.G. Nilsson producerade också merparten av Adolphson & Falks skivor 1981–1986.
L.G. Nilsson erhöll år 2005 hederspriset i Radioakademins Stora Radiopris.